# كاري نيشن

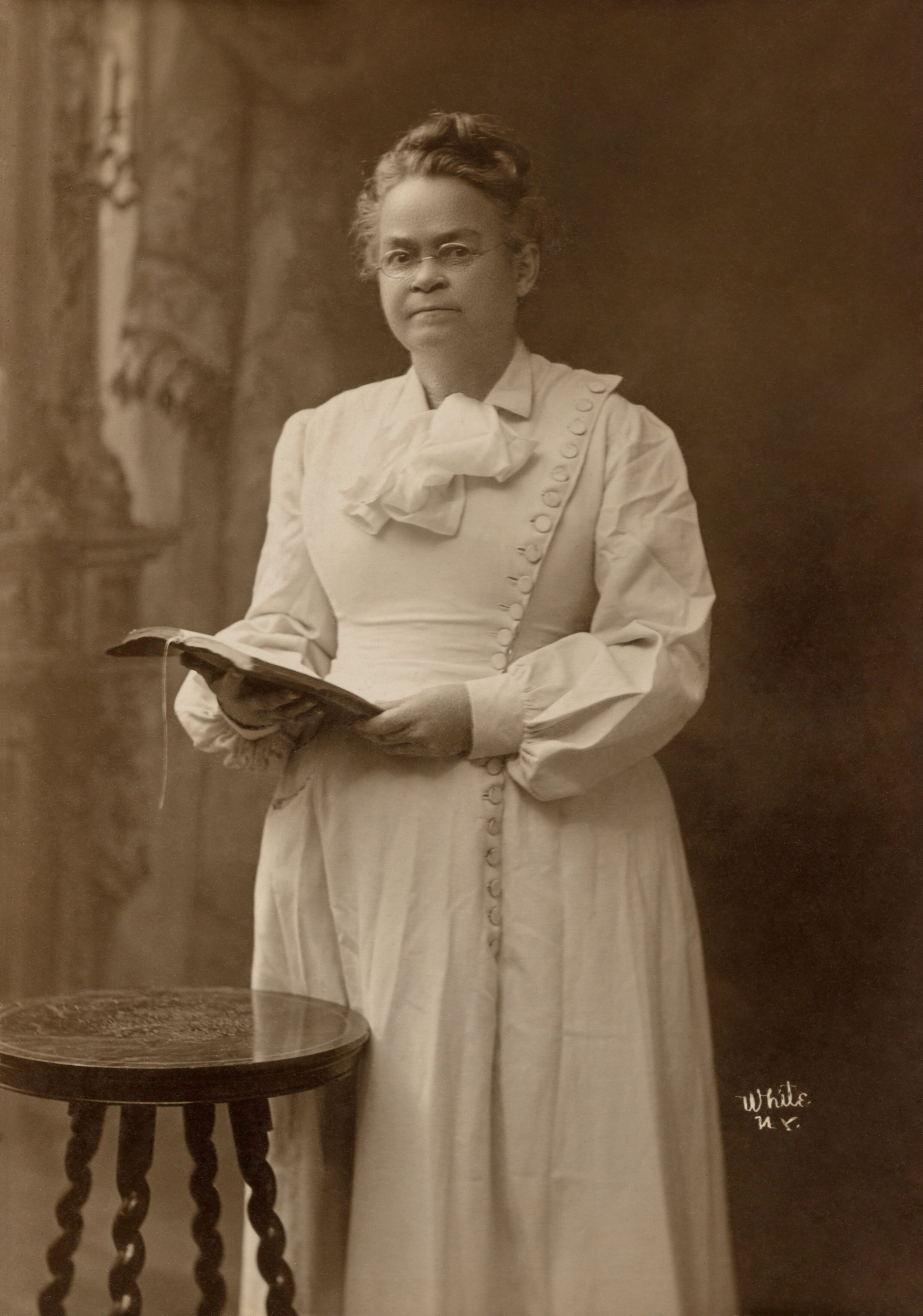
كارولين أميليا نيشن

كارولين أميليا نيشن (25 نوفمبر 1846 - 9 يونيو 1911) غالبًا ما يشار إليها باسم كاري، أو كاري نيشن، أو هاتشيت جراني، كانت عضوًا راديكاليًا في حركة الاعتدال التي عارضت الكحول قبل ظهور الحظر. يُشار إلى نيشن بمهاجمة مؤسسات تقديم المشروبات الكحولية (غالبًا الحانات) باستخدام فأس.
كانت نيشن قلقة أيضًا بشأن الملابس الضيقة للنساء. رفضت ارتداء الكورسيه وحثت النساء على عدم ارتدائه لما له من آثار ضارة على الأعضاء الحيوية. وصفت نفسها بأنها «كلب بولدوج يركض عند قدمي يسوع، وينبح على ما لا يحبه»، وادعت أنها رسامة كهنوتية مقدسة لترويج العفة من خلال تدمير الحانات.

## حياتها المبكرة وزواجها الأول
ولدت كارولين أميليا مور في مقاطعة غارارد، كنتاكي، لوالديها جورج مور وماري كامبل. كان والدها مزارعًا ناجحًا، وتاجر أسهم، ومالك رقيق من أصل إيرلندي. خلال معظم حياتها المبكرة، كانت صحة مور سيئة وعانت عائلتها من نكسات مالية. انتقلت الأسرة عدة مرات في كنتاكي واستقرت أخيرًا في بيلتون بولاية ميسوري عام 1854.
بالإضافة إلى الصعوبات المالية، عانى العديد من أفراد عائلة مور من أمراض عقلية، وكانت والدتها تعاني من الأوهام في بعض الأحيان. هناك تكهنات بأن الأسرة لم تمكث في مكان واحد لفترة طويلة بسبب الشائعات حول الحالة العقلية لماري مور. تكهن بعض الكتّاب أن ماري اعتقدت أنها الملكة فيكتوريا بسبب أناقتها وأجوائها الاجتماعية. عاشت ماري في مصحة عقلية في نيفادا بولاية ميسوري من أغسطس 1890 حتى وفاتها في 28 سبتمبر 1893. وُضعت ماري في المصحة من خلال إجراء قانوني من قبل ابنها تشارلز، على الرغم من وجود شك في أن تشارلز حرض الدعوى لأنه مدين بالمال لماري.
انتقلت العائلة إلى تكساس عندما اشتركت ميسوري في الحرب الأهلية في عام 1862. لم يكن عمل جورج جيدًا في تكساس، وأعاد عائلته إلى ميسوري. عادت الأسرة إلى مزرعة هاي جروف في مقاطعة كاس. عندما أمرهم جيش الاتحاد بإخلاء مزرعتهم، انتقلوا إلى مدينة كانساس سيتي. قدمت كاري الرعاية للجنود الجرحى بعد غارة على إنديبندنس بولاية ميسوري. عادت الأسرة مرة أخرى إلى مزرعتها عندما انتهت الحرب الأهلية.
في عام 1865، التقت مور بتشارلز جلويد، وهو طبيب شاب حارب من أجل الاتحاد، وكان مدمنًا على الكحول بشدة. درّس جلويد في مدرسة بالقرب من مزرعة موريس بينما كان يقرر مكان إقامة ممارسته الطبية. استقر في النهاية في هولدن بولاية ميسوري، وطلب من مور الزواج منه. اعترض والدا مور على الزواج لاعتقادهما أنه مدمن على الكحول، لكن تزوجا في 21 نوفمبر 1867، وانفصلا قبل وقت قصير من ولادة ابنتهما تشارلين، في 27 سبتمبر 1868. توفي جلويد في عام 1869 بسبب إدمان الكحول.
متأثرة بوفاة زوجها، طوّرت كاري جلويد نشاطًا عاطفيًا ضد الكحول. مع عائدات بيع أرضها الموروثة (بالإضافة إلى ملكية زوجها)، بنت منزلًا صغيرًا في هولدن. انتقلت جلويد إلى هناك مع حماتها وتشارلين، وحضرت المعهد المتوسط في وارنسبورغ، ميسوري، وحصلت على شهادة التدريس في يوليو 1872. درستّ جلويد في مدرسة في هولدن لمدة أربع سنوات. حصلت على شهادة في التاريخ ودرست تأثير الفلاسفة اليونانيين على السياسة الأمريكية.